# Campeonato Regional de Fútbol 1958 (Chile)
El Campeonato Regional de Fútbol de 1958 fue la décima versión del certamen de fútbol semiprofesional chileno. Contó con la participación de 17 equipos de las regiones del BioBío, Maule y Ñuble.
Para este certamen participó por primera y única vez Ñublense de Chillán, siendo aceptada su postulación el 4 de enero de 1958 por el Comité Directivo del Regional de Fútbol de Concepción, También participaría por primera vez el Lister Rossel en representación de la ciudad de Linares, que años más tarde cambiaria su nombre a Deportes Linares, además se íntegro la selección de la ciudad de Los Ángeles.
El torneo se jugó en dos rondas con un sistema de todos-contra-todos.
El campeón de esta edición fue Fernández Vial, logrando su primer campeonato.

## Equipos participantes
| Comuna      | N.º | Equipos                                                  |
| ----------- | --- | -------------------------------------------------------- |
| Talcahuano  | 4   | Gente de Mar, Huachipato, Naval, San Vicente             |
| Concepción  | 4   | Caupolicán, Fernández Vial, Lord Cochrane, Universitario |
| Penco       | 2   | Cultural Fanaloza, Deportivo Viplia                      |
| Tomé        | 2   | Fiap, Marcos Serrano                                     |
| Coronel     | 1   | Federico Schwager                                        |
| Lota        | 1   | Minas Lota                                               |
| Los Ángeles | 1   | Selección de Los Ángeles                                 |
| Chillán     | 1   | Ñublense                                                 |
| Linares     | 1   | Lister Rossel                                            |

## Tabla de posiciones[2]
| Pos | Equipo            | PJ | PG | PE | PP | GF | GC | Dif | Pts |
| --- | ----------------- | -- | -- | -- | -- | -- | -- | --- | --- |
| 1   | Fernández Vial    | 32 | 20 | 9  | 3  | 65 | 33 | 32  | 49  |
| 2   | Naval             | 32 | 18 | 10 | 4  | 84 | 35 | 49  | 46  |
| 3   | Huachipato        | 32 | 19 | 6  | 7  | 71 | 37 | 34  | 44  |
| 4   | Universitario     | 32 | 17 | 6  | 9  | 52 | 27 | 25  | 40  |
| 5   | Los Angeles       | 32 | 16 | 7  | 9  | 63 | 53 | 10  | 39  |
| 6   | Lord Cochrane     | 32 | 14 | 7  | 11 | 46 | 36 | 10  | 35  |
| 7   | Unión San Vicente | 32 | 11 | 12 | 9  | 53 | 53 | 0   | 34  |
| 8   | Ñublense          | 32 | 12 | 7  | 13 | 43 | 48 | -5  | 31  |
| 9   | Caupolicán        | 32 | 11 | 8  | 13 | 51 | 53 | -2  | 30  |
| 10  | Minas Lota        | 32 | 10 | 9  | 13 | 56 | 60 | -4  | 29  |
| 11  | Deportivo Vipla   | 32 | 11 | 7  | 14 | 32 | 47 | -15 | 29  |
| 12  | Marcos Serrano    | 32 | 10 | 8  | 14 | 40 | 41 | -1  | 28  |
| 13  | Lister Rossel     | 32 | 9  | 10 | 13 | 53 | 66 | -13 | 28  |
| 14  | Fiap              | 32 | 8  | 8  | 16 | 33 | 52 | -19 | 24  |
| 15  | Cultural Fanaloza | 32 | 7  | 7  | 18 | 37 | 43 | -6  | 21  |
| 16  | Gente de Mar      | 32 | 6  | 8  | 18 | 33 | 71 | -38 | 20  |
| 17  | Federico Schwager | 32 | 5  | 7  | 20 | 31 | 78 | -47 | 17  |

PJ=Partidos jugados; PG=Partidos ganados; PE=Partidos empatados; PP=Partidos perdidos; GF=Goles a favor; GC=Goles en contra; Dif=Diferencia de gol; Pts=Puntos

## Campeón
|                                         |
| Campeón Arturo Fernández Vial 1° título |